# Istiblennius spilotus
Istiblennius spilotus är en fiskart som beskrevs av Springer och Williams, 1994. Istiblennius spilotus ingår i släktet Istiblennius och familjen Blenniidae. Inga underarter finns listade i Catalogue of Life.